# Terence James Cooke
Terence James Cooke, ameriški rimskokatoliški duhovnik, škof in kardinal, * 1. marec 1921, New York (New York), † 6. oktober 1983.

## Življenjepis
1. decembra 1945 je prejel duhovniško posvečenje.
15. septembra 1965 je bil imenovan za pomožnega škofa New Yorka in za naslovnega škofa Summe; 13. decembra istega leta je prejel škofovsko posvečenje.
2. marca 1968 je bil imenovan za nadškofa New Yorka in 4. aprila istega leta za vojaškega škofa Združenih držav Amerike.
28. aprila 1969 je bil povzdignjen v kardinala in imenovan za kardinal-duhovnika Ss. Giovanni e Paolo.